# Nītaure
Nītaure (anciennement en allemand : Nitau) est un village du nord de la Lettonie. Avec d'autres communes plus petites il fait partie du Nītaures pagasts dont il est le centre administratif. Il est situé sur les rives de la Mergupe et au croisement des autoroutes P3 (Garkalne—Alauksts) et P26 (Augšlīgatne—Skrīveri), à 80km de Riga.

## Histoire
L'endroit a été décrit dans les documents historiques datant du XIIIe siècle. En 1897, on comptait dans le village 36 maisons pour 560 habitants. Dans les années 1930, le village faisait partie du pagasts. En 1949, l'endroit a perdu son statut de pagasts qui a été rétabli seulement en 1990.
En 1890, fut érigé le château de Nītaure, sur un grand domaine avec étang, l'ensemble comportait en tout 18 constructions appartenant au baron Wilhelm von Fermor. Le tout a été brulé pendant la Révolution russe de 1905. Les travaux de rénovation ont commencé en 1928, pour être achevés en 1936. Dans le bâtiment, on a installé une école primaire. Depuis 1987, il accueille un collège.
Église luthérienne de Nītaure date de 1770. Pendant la Première Guerre mondiale l'édifice fut détruit. Il a été reconstruit en 1928, d'après le projet d'architecte Pauls Kundziņš.

## Galerie

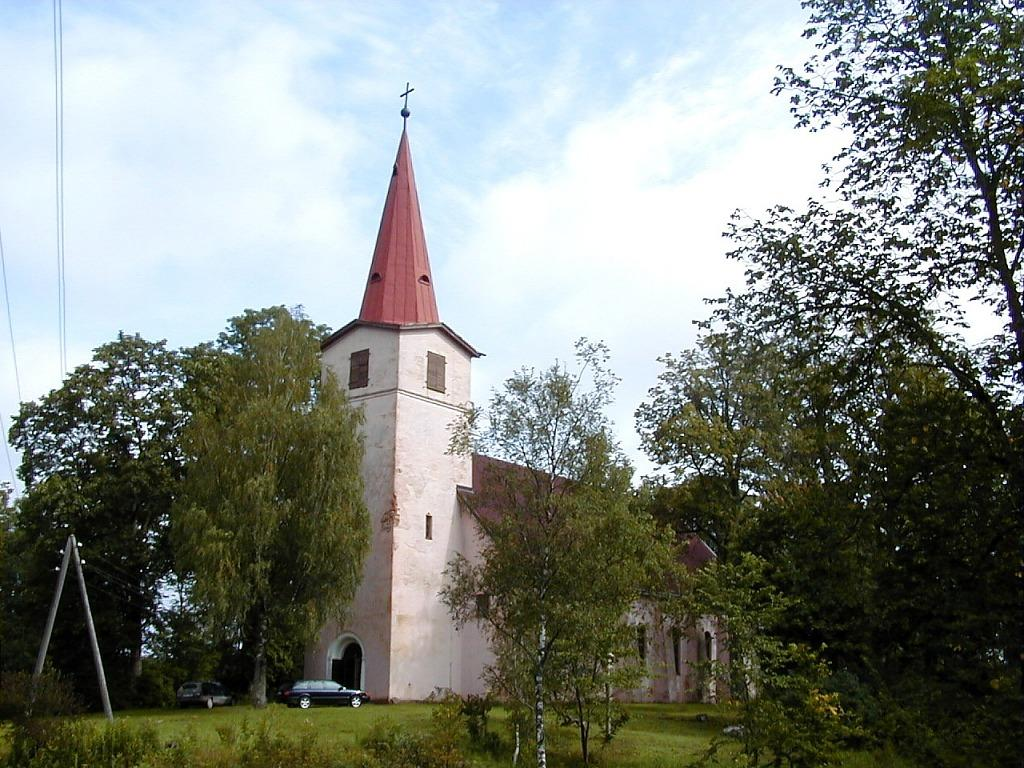
Église luthérienne de Nītaure.
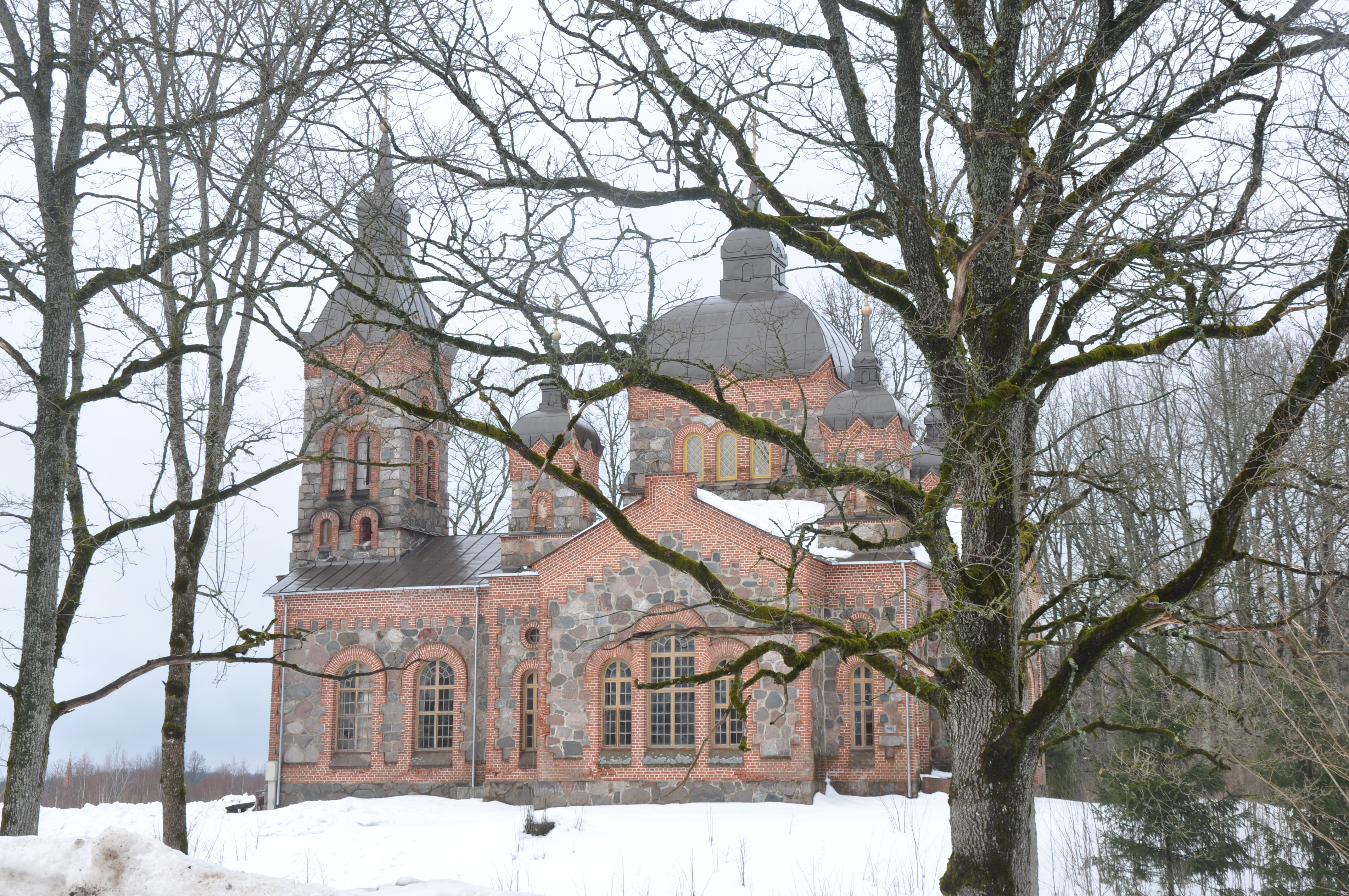
Église orthodoxe de Nītaure.
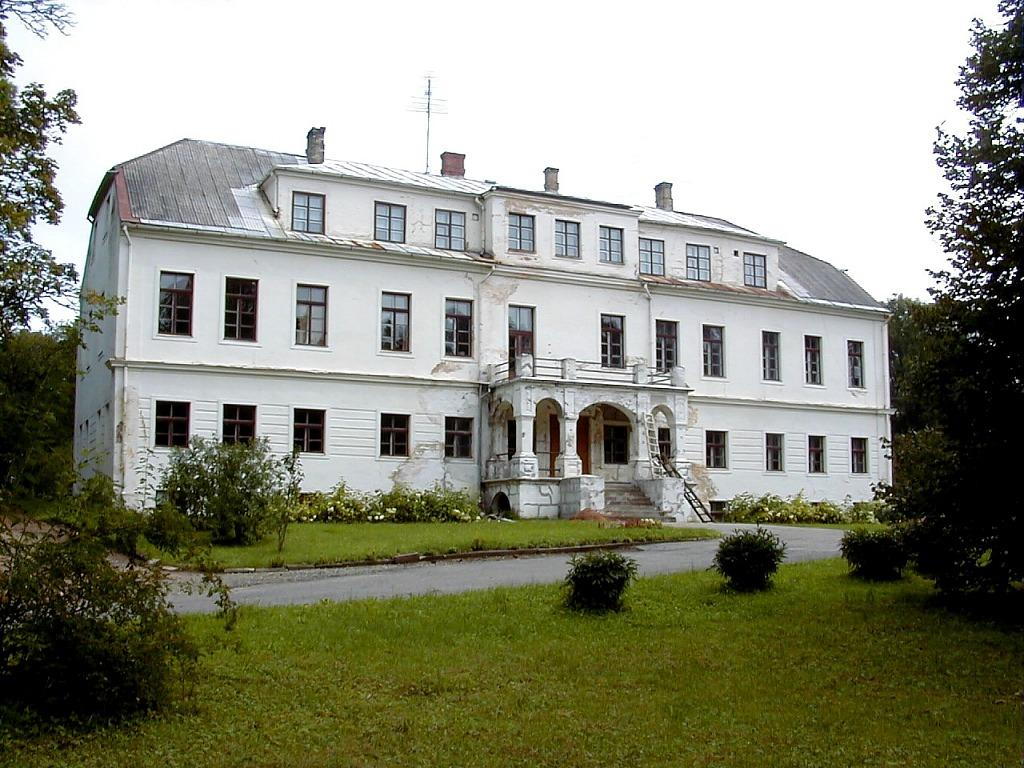
Château de Nītaure.
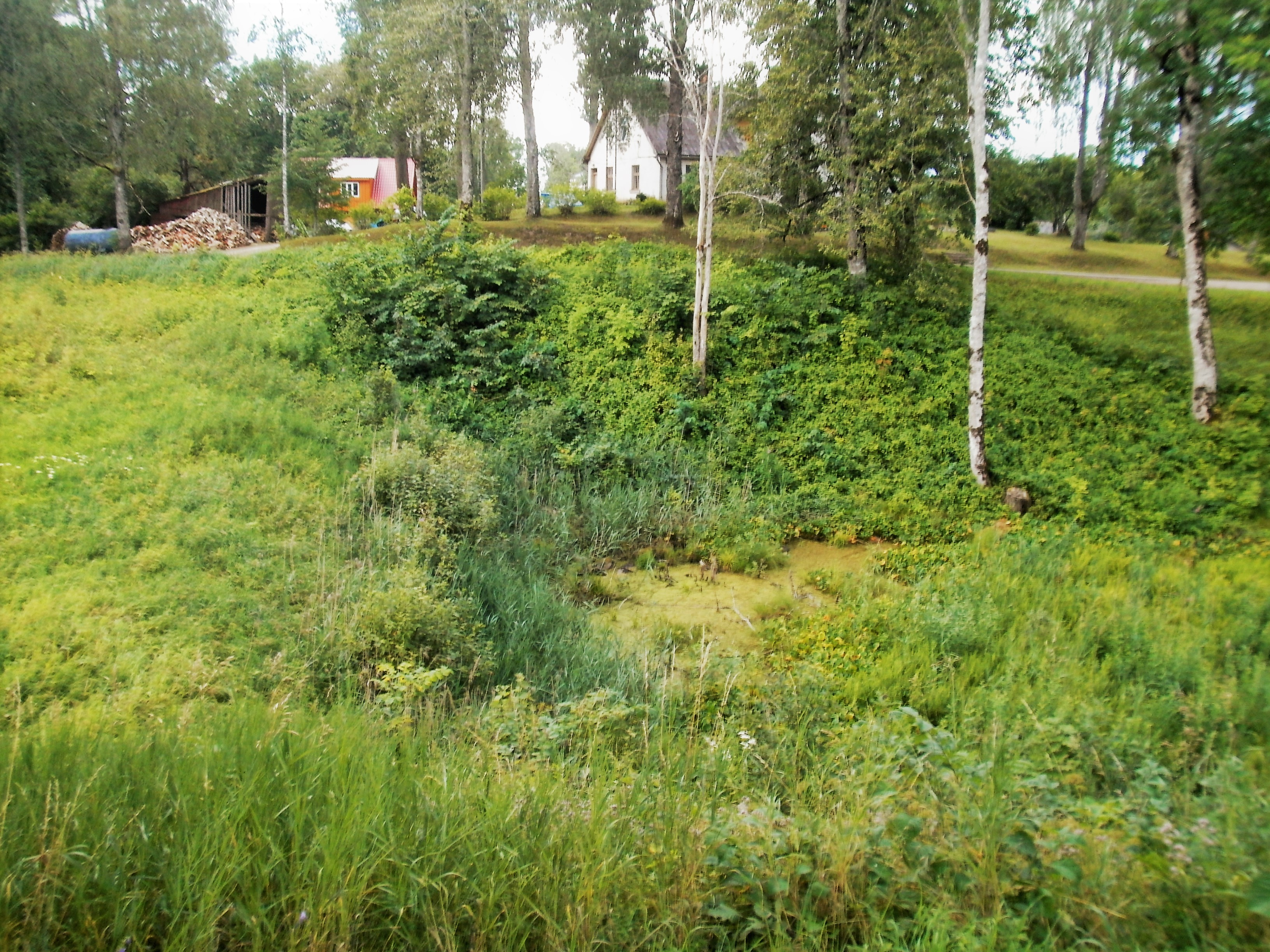
Maisons à Nītaure.